# Lina Gálvez Muñoz

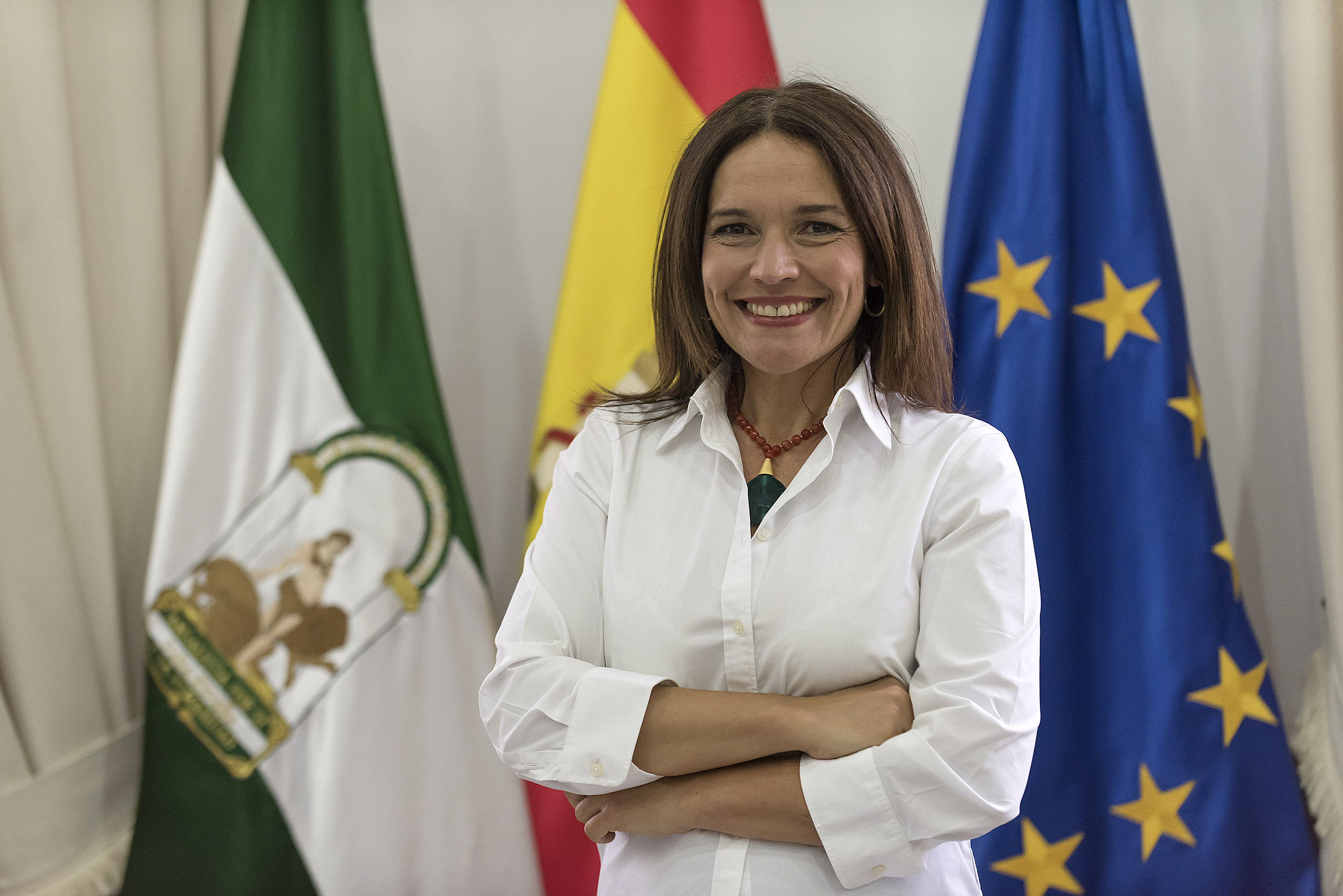
Lina Gálvez Muñoz (2018)

Lina Gálvez Muñoz (geboren am 13. September 1969 in Sevilla) ist eine spanische Historikerin und Politikerin (parteilos, der PSOE nahestehend). Von 2018 bis 2019 diente sie als Ministerin für Forschung und Hochschule in der Regionalregierung von Andalusien, bevor sie im Zuge der Europawahl 2019 Mitglied des Europäischen Parlaments wurde. Sie ist Mitglied der S&D-Fraktion.

## Leben

### Ausbildung und akademische Karriere
Gálvez studierte Geschichte mit dem Schwerpunkt Wirtschafts- und Sozialgeschichte an der Universität Sevilla (Lizenziatur) sowie an der Universität Lyon (Magister). Sie war Gaststipendiatin an der London School of Economics und Doktorandin am Europäischen Hochschulinstitut (EUI). 1998 promovierte sie am EUI mit einer Arbeit mit dem Titel „Familia y Mercado. El género en el proceso de industrialización de la fábrica de tabacos de Sevilla, 1887–1945“ und wurde dabei von Olwen Hufton betreut.
Nach Lehrtätigkeiten an der University of Reading (1998–2001), der Universität Sevilla (2001) und der Universität Carlos III in Madrid (2001–2004) wechselte sie an die Universität Pablo de Olavide, wo sie den Lehrstuhl für Geschichte und Wirtschaftsinstitutionen innehatte. Von 2007 bis 2012 war sie Vizerektorin für postgraduale Studien und Weiterbildung.

### Politische Karriere
Gálvez ist parteilos und vertritt politische Ansichten im linken Spektrum der Sozialistischen Arbeiterpartei Spaniens (PSOE), sie soll Podemos nahestehen. Im Zuge einer Kabinettsumbildung der andalusischen Regionalregierung ernannte Ministerpräsidentin Susana Díaz Gálvez zur Ministerin für Forschung und Hochschulen.
Für die Europawahl 2019 nominierte die PSOE Gálvez als unabhängige Kandidatin für den dritten Platz der Liste. Bei der Wahl gewann die Partei deutlich Stimmen hinzu (plus 9,84 Prozent) und errang damit 20 der 54 spanischen Mandate, sodass Gálvez direkt einzog. Gemeinsam mit den anderen Gewählten der PSOE-Liste trat sie der S&D-Fraktion bei. Für die Fraktion ist sie Mitglied im Ausschuss für Industrie, Forschung und Energie, dessen Mitglieder sie auch zu einer der stellvertretenden Vorsitzenden wählten, sowie Mitglied im Ausschuss für die Rechte der Frauen und die Gleichstellung der Geschlechter. Des Weiteren ist sie stellvertretendes Mitglied im Ausschuss für Beschäftigung und soziale Angelegenheiten.